# 시계 (애플)
시계(Clock)는 아이폰 OS 1부터는 아이폰에, iOS 6부터는 아이패드에 포함된 시간기록 모바일 앱이다. 이 앱에는 세계 시간, 알람, 스톱워치, 타이머 기능이 포함되어 있다. 취침 기능이 iOS 10에 추가되었다.
이 앱 아이콘은 사용자에게 현재 시간을 표시하는데, 동적 아이콘이 있는 iOS의 유일한 앱들 가운데 하나로 간주된다.(다른 하나는 '달력')